# Bảo tàng Vùng Leżajsk
Bảo tàng Vùng Leżajsk (tiếng Ba Lan: Muzeum Ziemi Leżajskiej) là một bảo tàng tọa lạc tại số 20A phố Mickiewicza, Leżajsk, Ba Lan. Bảo tàng bố trí triển lãm bên trong Trang viên Starościński được xây dựng vào thế kỷ 18.

## Lịch sử
Năm 2004, theo khởi xướng của Zbigniew Rynasiewicz từ Văn phòng huyện Leżajski, khu phức hợp trang viên Starościński được tiếp quản từ thị trấn để tạo ra một bảo tàng khu vực. Công cuộc tu bổ được thực hiện từ tháng 3 năm 2006 đến ngày 30 tháng 11 năm 2007. Vào ngày 12 tháng 11 năm 2007, Hội đồng Huyện Leżajski thành lập Bảo tàng Vùng Leżajsk và cấp cho bảo tàng quy chế. Theo đó, Bảo tàng Vùng Leżajsk là một tổ chức văn hóa của chính quyền địa phương, được chính thức thành lập vào ngày 1 tháng 1 năm 2008 với tư cách là một đơn vị tổ chức của huyện Leżajski. Andrzej Chmura được bổ nhiệm làm giám đốc của bảo tàng.

## Hoạt động
Bảo tàng tổ chức ba cuộc triển lãm:
- Triển lãm sản xuất bia
- Triển lãm dân tộc học và đồ chơi
- Triển lãm lịch sử của vùng Leżajsk.

Ngoài ra, bảo tàng còn tổ chức các cuộc triển lãm tạm thời, các bài giảng, hội thảo khoa học và chiếu phim.